# Марко Николић (млађи)
Марко Николић (Земун, 1792—Земун, 29. новембар 1871) био је српски адвокат и добротвор. Оснивач је фондације у Земуну, чији је циљ био да помаже сиромашним становницима и доприноси у хуманитарним циљевима града.

## Порекло
Када су Турци протерани из Срема наступиле су нове околности за Србе у Хабзбуршкој монархији. Велики догађај била је и сеоба Срба под патријархом Арсенијем III Чарнојевићем. На место турског феудализма дошле су аустријске властеоске породице, а временом спахилуци су укинути. У овим феудалним приликама родио се Марко Николић (старији) 1714. године у Земуну. Његово доба био је прелаз из аустријског феудалног поретка у војну крајину, која је требала да служи као одбрамбени део земље од турских надирања. У ту сврху цела војна крајина добила 1749. године војну организацију, а сви већи градови, међу којима и Земун, добили су назив комунитет. Могли су да бирају своје градоначелнике и имали су општинска представништва, са ограниченим пољем деловања. У Земуну је први градоначелник био управо Марко Николић старији, изабран је 1752. и остао је на том месту до 1782. године. Марко је пре избора за градоначелника био гостионичар. Забележено је да је био енергичан и праведан на свом положају. Када се 1752. догодио спор између градске општине и војних власти о надлежности комунитета, Марко Николић је био један од чланова депутације која је отишла царици Марији Терезији. Године 1769. био је на сабору у Карловцима када се бирао нови митрополит после смрти Павла Ненадовића. Нема више података о животу Марка Николића, претпоставља се да је умро између 1782. и 1788. године. Са сигурношћу знамо да је имао три сина: Михајла рођеног 1753. године, Јована рођеног 1759. и Павла који се родио 1770. По свој прилици само је Јован оставио потомство за собом, имао је сина Марка, Димитрија и Сару. О Димитрију и Сари нема података, али ће Марко, назван по свом деди, остати упамћен као Марко Николић млађи, иако је јако мало података остало о његовом деди. 

## Биографија и хуманитарна делатност
Марко је рођен 1792. године у Земуну, по занимању је био адвокат. Завршио је права и био је и био је по прописима за јавне правозаступнике у граници овлашћен за заступање пред судом и изван суда. Био је филантроп и добротвор, много напора је улагао да сиромашнима у свом родном месту помогне. У тој његовој намери има и демократизма и социјализма.
После своје смрти завештао је цео иметак земунској сиротињи. Његова фондација, Заклада Марка, Димитрија и Саре Николић, дуго је година служила је у хуманитарне сврхе града Земуна и свим његовим становницима без обзира на веру и националност. Фондација је основана тестаментом 27. јануара 1863. године, који је два пута допуњаван 25. новембра 1869. и 3. августа 1871. године.
Умро је у Земуну, дочекавши скоро 80 година, сахрањен је порти старе цркве Светог Николе. Чланови његове фондације подигли су му 1872. године ту споменик. Није се женио и није имао деце, те је са њим ова породица изумрла. 